# Jackal (бронеавтомобиль)
Jackal или MWMIK (рус. Шакал, произн. «Джекол») — британская бронированная разведывательно-дозорная машина (БРДМ). Машина создана и разработана компанией Supacat в Хонитоне, графство Девон, Англия для нужд войсковой разведки адаптивных сил британской армии. Компания Supacat произвела ребрендинг в сентябре 2015 года, став SC Group. Бренд Supacat сохранён для части бизнеса.
Основной задачей Джекола является разведывательно-дозорная деятельность и огневая поддержка в тех ситуациях, где приоритетна мобильность, скорость, маневренность подразделений.

## Описание
По техзаданию выданному Министерством обороны Великобритании, БРДМ «Джекол» должен стать мобильным, хорошо вооружённых патрульным средством разведки.
БРДМ обладает регулируемой пневматической подвеской для повышения устойчивости во время стрельбы. Подвеска позволяет увеличивать дорожный просвет до 380 мм. При разработке автомобиля конструкторы ориентировались на максимальную мобильность, проходимость и обзорность автомобиля.
Шасси разработано Universal Engineering. Двигатель разработки Cummins. Трансмиссия компании Allison. Подвеска и амортизаторы фирмы Fox Racing Shox. Электронная начинка от Fujitsu и Smartgauge Electronics. Броня спроектирована и создана фирмой Jankel Armouring. Вооружаться Джекол можен пулемётами и автоматическими гранатомётами.
Скорость по бездорожью до 79 км/ч и 130 км/ч по шоссе.

## Варианты

### Jackal 2
Обновленная версия Шакала была заказана как Jackal 2. Экипаж увеличен до четырех и главное кольцо орудийного оружия выдвигается вперёд, чтобы дать ему круговую дугу огня. Шасси было модернизировано, что позволило транспортному средству нести бо́льшую полезную нагрузку, броню и обеспечивает бо́льшую прочность для защиты от придорожных бомб и противотанковых мин. Он также имеет бо́льший 6,7-литровый двигатель, хотя это не увеличивает скорость автомобиля. Первоначальный заказ на ~110 автомобилей был сделан в 2009 году с окончательными поставками в феврале 2010 года. Следующий заказ на 140 из Jackal 2A был объявлен 23 июня 2010 года, который основан на платформе Jackal 2 с обновлением защиты от взрыва.

### Coyote
Бронеавтомбили Coyote Tactical Support представляют собой конструкцию с колёсной формулой 6x6 с более чем 70 вариантами для грузовиков средней грузоподъемности, артиллерийских тягачей и ряда других вариантов платформы.
Автомобиль тактической поддержки Coyote основан на шасси HMT 600 6×6 от Supacat и является более крупным производным от Jackal 2, эти два автомобиля призваны дополнять друг друга. Дополнительные два колеса дают более тяжелое транспортное средство, приближающееся к 10 500 кг, которое будет действовать в качестве поддержки Шакала 2 и позволяет транспортировку предметов снабжения и оборудования по аналогичной местности (полезная нагрузка для принадлежностей и оборудования составит 3900 кг (3,8 тонны тонны)). Койот был разработан для выполнения роли лёгкого тактического служебного транспортного средства.